# Mastrils
Mastrils är en ort och tidigare kommun i den schweiziska kantonen Graubünden, som från och med 2012 ingår i kommunen Landquart. Mastrils ligger på västsidan av floden Rhen, 15 km norr om kantonshuvudstaden Chur. 
Mastrils bebyggdes av rätoromaner under 1100- och 1200-talet, av walsertyskar under 1300-talet samt av högalemannisktalande på 1400-talet. 1610 gick en del av befolkningen över till den reformerta läran, även om katolicismen fortlevde. Sedan dess är befolkningen konfessionellt blandad, och har var sin kyrka.